# Daniel Noel Drinkwater
Daniel "Danny" Noel Drinkwater (Manchester, el 5 de març de 1990) és un exfutbolista professional anglès que jugava de centrecampista. Va ser seleccionat per la selecció anglesa. Havia estat cedit a diversos equips, com el Huddersfield Town, Cardiff City FC, Watford FC i Barnsley FC, i també ha jugat pel Manchester United FC i el Leicester City FC. Drinkwater també va estar internacional amb Anglaterra en les categories sub-18 i sub-19. Va guanyar una Premier League, amb el Leicester, la temporada 2015–16.

## Palmarès
Leicester City
- 1 Premier League: 2015-16.
- 1 Football League Championship: 2013-14.

Chelsea FC
- 1 Lliga Europa de la UEFA: 2018-19.
- 1 Copa anglesa: 2017-18.
- 1 COPA DE LLIGA A LES CATEGORIES INFERIORS DEL CHELSEA